# Clavariadelphus americanus
Clavariadelphus americanus är en svampart som först beskrevs av Corner, och fick sitt nu gällande namn av Methven 1989. Clavariadelphus americanus ingår i släktet Clavariadelphus och familjen Clavariadelphaceae.   Inga underarter finns listade i Catalogue of Life.